# عبد الله إبراهيم موسى
الشاعر والمهندس عبد الله موسي إبراهيم الشهير باسمه عبد الله شابو عميد شعراء السودان، كما قالو عنه أيقونة الشعر الحديث، على حد قول كبار الكتاب والنقاد السودانيين.
ولد في عام 1937 حسب افادة له خلال مقابلة تلفزيونية وعاش كل تحولات العالم السياسية والفكرية في فترة ما بعد الحرب العالمية الثانية، وله تجربة في بالولايات المتحدة الأميركية حيث درس فيها، وهو مهتم بالشعر والثقافة الإسبانية

## حياته وتعليمه
ولد في مدينة الكوة على شاطئ النيل
الأبيض، السودان. ودرس بمدرسة الكوة الأولية. وكوستي الأهلية الوسطى والفنية، ثم الكلية المهنية حيث تخصص في هندسة التبريد. وبتحدث إضافة إلى اللغة العربية، اللغتين الإنجليزية والإسبانية

## دواوينه
صدرت له ثلاثة دواوين
- حاطب ليل
- وأغنية لإنسان القرن الحادي والعشرين
- وأزمنة الشاعر الثلاثة

## انجازاته
هو أحد مؤسسي جماعة أبادماك الثقافية في السبعينيات

## مناصب
حاليا هو رئيس رابطة الكتاب السودانيين التي تأسست عام 2005

## وفاته
توفى الشاعر عبد الله شابو صباح الاحد 30 أكتوبر 2022 

## شهادات نقدية
انتهز بعض الصحافيين والنقاد مناسبة تكريمه بشخصية العام خلال الاحتفال بجائزة الطيب صالح للأبداع الروائي عام 2015  للحديث عن انجازاته الشعرية حيث يقول عنه الصحفي والناقد مجذوب عيدروس إن الشاعر عبد الله شابو بدأ في أواخر الخمسينيات من القرن الماضي، وهو من الجيل الثاني من رواد قصيدة التفعيلة، إذا اعتبرنا تاج السر الحسن، جيلي عبد الرحمن، محيي الدين فارس هم الجيل الأول. وأضاف أن مسيرته الشعرية تميزت عن ذلك الوقت ببحثه عن صوته الخاص، واكتسبت القصيدة عنده بعداً فكرياً وفلسفياً، ساعده في ذلك اهتمامه بقراءات التراث الشعري العربي قديمه وحديثه، وإجادته للغتين الإنجليزية والإسبانية التي ساعدته في ترجمة عدد من الأعمال الشعرية، فيما يرى الصحفي سعيد أحمد سعيد أن شابو بخلاف تميزه الشعري إلا أن إنسانيته تطغى على أعماله الشعرية، أما الناقد محمد جيلاني فيقول إن الشاعر استطاع الوصول إلى عمق الشعر عبر الفكر، واكتشف أن الفكر أكبر فضاء من أي أيديولوجيا، فآثر ذلك في حياته من العقائد، إلى الحرية والمعرفة واعتنق الشعر وهو الحب والتسامح، ورأى العالم كأغنية لم تُكتب بعد.